# Janus Rein
Janus Rein (født 29. maj 1974 i Helsingør) er færøsk jurist, forhenværende politiker (MP Lagtinget) samt luftkaptajn. Af uddannelse er Rein Skibsfører, Luftkaptajn (pilot), Erhvervsdykker, Merknom i Regnskabsvæsen, Værdipapiranalytikker, cand.jur og advokat.
I sin ungdom var han til søs, og er uddannet skibsfører fra Nautisk uddannelsescenter i Tórshavn fra 1997. Han har været styremand og skibsfører for blandt andre Strandfaraskip Landsins og A.P. Møller-Mærsk. I en periode arbejdede han som bankrådgiver i Suðuroyar Sparikassi. Han har også taget uddannelse i regnskabsvæsen og værdipapiranalyse. Rein er uddannet pilot fra 2003, og pilot instruktør fra 2004. Han blev styrmand for Atlantic Airways ved årsskiftet 2004/2005 og kaptajn i samme selskab i 2009. I perioden 2012 til 2018 var Rein en del af bestyrelsen i Atlantic Airways. I 2018 stoppede Rein sin karriere som luftkaptain.
Janus Rein er cand.jur., LL.M. fra Københavns Universitet og advokat. I 2018 startede han advokatselskabet Axia Advokatar i Torshavn, sammen med barndomsvennen advokat Brandur Ellingsgaard. I 2020 fusionerede Axia med HansenVinther Advokatfirma, som blev omstruktureret til LEKS Advokatfirma, med Rein og tre andre advokater som partnere.
I 2010 var Rein medstifter af det liberale parti Framsókn og hovedbestyrelselsesmedlem frem til efteråret 2012, hvor han brød med partiet og blev løsgænger i Lagtinget. Formanden Poul Michelsen ønskede, at Rein skulle være hovedkandidat til kommunalbestyrelsen i Tórshavn, hvilket Rein ikke ønskede. Rein var valgt til Lagtinget i perioden 2011 til 2015, samt suppleant i årene 2015 til 2019. I Lagtinget besad han poster i Lagtingets erhvervsudvalg og i Lagtingets finansudvalg. I september 2013 vendte Rein tilbage til Fólkaflokkurin, som er det parti, som Rein og Michelsen oprindeligt kom fra, da de stiftede Framsókn. Siden Lagtingsvalget i 2019, hvor Rein ikke stillede op, har han været tilbagetrukket fra den politiske scene. Janus Rein er således ikke længere aktiv i politik.
I dag er Rein beskæftiget som advokat og partner i LEKS Advokatfirma i Torshavn. Han er også hovedaktionær i og reder for langline fiskeskibet ANRU. Derudover besidder han diverse bestyrelsesposter i færøsk erhverv, hvor han bl.a. er næstformand for Færøernes internationale lufthavn Vagar Airport.